# Musée de l'innocence (musée)
Le Musée de l'Innocence (en turc : Masumiyet Müzesi) est un musée situé dans le quartier Çukurcuma du quartier de Beyoğlu à Istanbul, en Turquie.

## Historique
Le lauréat du prix Nobel turc Orhan Pamuk a créé le musée en accord avec son roman éponyme. Le musée et le roman ont été créés en tandem, centré autour de l'histoire de deux familles d'Istanbul. Le 17 mai 2014, le musée a été annoncé comme le gagnant du prix du musée européen de l'année 2014.
Le récit et le musée offrent un aperçu de la vie de la classe supérieure d'Istanbul des années 1970 au début des années 2000. Le roman raconte en détail l'histoire de Kemal, un riche Stambouliote qui tombe amoureux de sa cousine pauvre, et le musée présente les objets de leur histoire d'amour. 
La collection, qui comprend plus d'un millier d'objets, est logée dans une maison du XIXe siècle, à l'angle de Çukurcuma Sk et Sk Dalgiç.

### Origines
Pamuk a commencé à collecter des objets pour le musée au milieu des années 1990. « Je voulais collectionner et exposer les vrais objets d'une histoire fictive dans un musée et écrire un roman basé sur ces objets », a-t-il dit.
Pamuk indique que quelques objets exposés dans le musée sont de la famille et d'amis, tandis que d'autres viennent d'Istanbul ou d'autres endroits de la planète. Cependant, il n'a pas précisé lesquels des objets sont directement liés à sa propre vie. Il soutient que le récit du musée devrait refléter celle du roman et pas le sien, après avoir déclaré que « Ce n'est pas le musée d'Orhan Pamuk ». Après que le roman a été publié en turc en 2008, la collection du musée a été finalisée et le musée a ouvert en avril 2012.

## Concept
Situé dans un quartier d'Istanbul célèbre pour ses anciens magasins d'antiquités qui bordent ses rues étroites, le musée témoigne du caractère unique des objets du quotidien de 1970 de la classe supérieure d'Istanbul. Il s'agit d'une série d'expositions, correspondant chacune à l'un des 83 chapitres du roman. Selon le récit, ces objets ont été collectés et organisés par Kemal et sont des souvenirs de Füsun. Les affiches comprennent une grande vitrine contenant 4 213 mégots de cigarettes, des cigarettes fumées par Füsun, une collection de salières, des peintures et des cartes des rues d'Istanbul où le récit se déroule,. Pourtant, malgré la conjonction entre le musée et le roman, Pamuk maintient que le musée et le roman peuvent être visités indépendamment l'un de l'autre : « tout comme le roman est tout à fait compréhensible sans une visite au musée, de même le musée est un lieu qui peut être visité et vécu par lui-même ».
Pamuk a développé l'idée du musée et du roman en parallèle dès le début ; le musée n'est pas basé sur le roman, de même que le roman n'a pas été écrit pour le musée. Ce brouillage des frontières entre les deux a été exploré à la fois dans le roman Le Musée de l'innocence et dans le catalogue du musée. Au début des années 1990, Pamuk a commencé à recueillir des objets du passé qu'il a vus et aimés, dans des boutiques et chez des amis brocanteurs, formant progressivement le récit qui allait devenir le Musée de l'Innocence. Il pouvait tomber sur un objet qui pouvait inspirer une nouvelle histoire dans le roman; ou il pouvait chercher des objets s'adaptant à une histoire existante.

## Manifeste pour les musées
Dans The Innocence of the Objects, un catalogue décrivant la création du roman-musée, Pamuk établit un manifeste pour les musées. Dans ce document, Pamuk appelle à l'échange entre « grands musées nationaux comme le Louvre et l'Hermitage » et des musées « plus petits, et moins chers ». Les grands musées devraient s'inspirer également un peu plus de ces derniers en n'oubliant pas les petites histoires individuelles (par opposition à la grande Histoire) pour mieux travailler à « révéler l'humanité de personnes ».

## Filmographie
Un documentaire-fiction est réalisé en 2015 par Grant Gee, intitulé Innocence of Memories. Orhan Pamuk. Eloge de la mélancolie,.